# Бочорма (село)
Бочорма (груз. ბოჭორმა) — село в Грузии, на территории Тианетского муниципалитета края (мхаре) Мцхета-Мтианети.

## География
Село находится в центральной части Грузии, на левом берегу реки Иори, на расстоянии приблизительно 23 километров (по прямой) к юго-востоку от посёлка городского типа Тианети, административного центра муниципалитета. Абсолютная высота — 963 метра над уровнем моря.

## Население
По результатам официальной переписи населения 2014 года в Бочорме проживало 105 человек (51 мужчина и 54 женщины). В национальной структуре населения грузины составляли 93,3 %.
| Год  | Население, человек |
| ---- | ------------------ |
| 2002 | 188                |
| 2014 | ↘ 105              |